# Sœurs des Saints Anges
Ne doit pas être confondu avec Sœurs des Saints Anges gardiens, Sœurs de l'Ange Gardien ou Sœurs des Anges.
Les Sœurs des Saints Anges sont une congrégation religieuse féminine enseignante et hospitalière de droit pontifical.

## Historique
La congrégation est fondée le 15 octobre 1831 à Lons-le-Saunier (Jura) par Barbe-Élise Poux (1798-1855) en religion Mère Marie Saint-Michel, avec l'aide du capucin Agathange de Lons. Elle transfère ensuite sa communauté à Morez puis à Mâcon. Mgr Antoine Jacques de Chamon, évêque de Saint-Claude leur donne des constitutions basées sur la règle de saint Augustinet approuve l'institut en 1845. 
En 1893, une succursale est ouverte à Rio de Janeiro; après la promulgation des lois anticongrégationnistes en France, le Brésil devient leur principal domaine d'action. 
L'institut reçoit le décret de louange le 22 août 1858 et leurs constitutions sont définitivement approuvées par le Saint-Siège le 19 mars 1962.

## Activités
Fondées à l'origine pour l'enseignement, les sœurs ont étendu leur apostolat aux soins des malades. 
Elles sont présentes en France mais surtout principalement au Brésil.
La maison-mère est à Tijuca.
En 2017, la congrégation comptait 138 sœurs dans 23 maisons.

## Diffusions
En 2024, les sœurs vont venir s’implanter à Poligny (Jura) cet été. Cette Congrégation des sœurs 
des saints anges a été fondée par une jurassienne, Barbe-Élise Poux, à Lons-le-Saunier en 1831.